# 戴夫·谢泼德
戴维·约瑟夫·谢泼德（英語：David Joseph Sheppard，1931年12月12日—2000年10月1日），美国举重运动员及奥运会奖牌获得者。

## 荣誉
- 奥运会银牌 (1956年).
- 世锦赛银牌 (1951年、1953年、1954年以及1958年).
- 泛美运动会冠军(1955年)[1]
- 国家锦标赛 (1954年、1955年以及1958年).
- 五次打破世界纪录